# 夏延縣 (內布拉斯加州)
夏延縣（英語：Cheyenne County）是美國內布拉斯加州西部的一個縣，南鄰科羅拉多州。面積3,099平方公里。根據美國2000年人口普查，共有人口9,830人。縣治西尼 (Sidney)。
成立於1867年。縣名紀念當地的原住民夏延族。

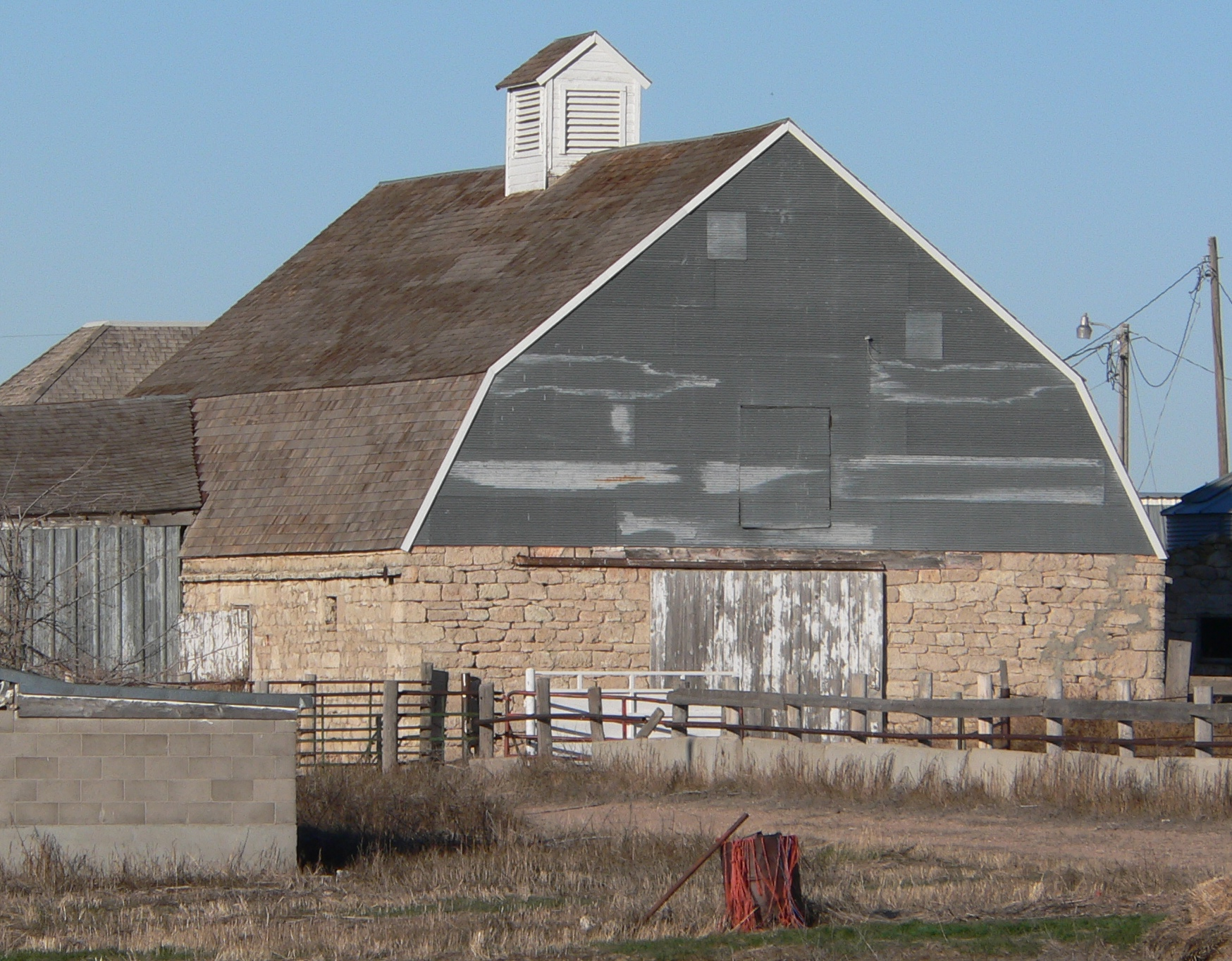
夏延縣的大穀倉